# Christoph Kramer
Christoph Kramer (Solingen, 19 februari 1991) is een Duits voetballer die doorgaans als defensieve middenvelder speelt. Hij tekende in juni 2016 bij Borussia Mönchengladbach, dat circa €15.000.000,- voor hem betaalde aan Bayer Leverkusen. Kramer debuteerde in 2014 in het Duits voetbalelftal.

## Clubcarrière
Kramer speelde in de jeugd voor BV Gräfrath, Bayer Leverkusen en Fortuna Düsseldorf. Leverkusen verhuurde hem van 2011 tot 2013 aan VfL Bochum, waarvoor hij 61 competitiewedstrijden in de 2. Bundesliga speelde en vier doelpunten maakte. Leverkusen verhuurde Kramer in juni 2013 vervolgens aan Borussia Mönchengladbach, op dat moment actief in de Bundesliga (mannenvoetbal Duitsland). Hij debuteerde op 17 augustus 2013 voor Die Fohlen, tegen Bayern München in de Allianz Arena. Een week later maakte hij zijn eerste doelpunt in de Bundesliga, tegen Hannover 96.

## Interlandcarrière
Kramer speelde vijf duels voor Duitsland onder 19 en vier duels voor Duitsland onder 20, waarin hij eenmaal doel trof. Onder leiding van bondscoach Joachim Löw maakte hij zijn debuut in het Duits voetbalelftal op dinsdag 13 mei 2014 in de oefenwedstrijd tegen Polen (0–0).
Op 2 juni werd Kramer door Löw opgenomen in de selectie voor het wereldkampioenschap voetbal in Brazilië. Clubgenoot Granit Xhaka (Zwitserland) was ook actief op het toernooi. In de finale van dat toernooi, op zondag 13 juli 2014 tegen Argentinië, startte hij in de basis nadat Sami Khedira in de warming-up moest afhaken wegens een hamstringblessure. Na 32 minuten moest Kramer het veld weer verlaten na een botsing met Ezequiel Garay. Hij werd vervangen door André Schürrle, die in de verlenging de beslissende assist gaf op Mario Götze waardoor Duitsland voor de vierde keer in de geschiedenis de wereldtitel won.

## Hersenschudding in WK-finale
Kramer speelde met Duitsland in de finale van het WK 2014 in Brazilië tegen Argentinië. Kramer maakte de wedstrijd echter niet vol doordat hij in de 17e minuut hard in botsing kwam met zijn tegenstander Ezequiel Garay. Kramer bleek een zware hersenschudding, waarbij mensen vaak last hebben van verwarring en desoriëntatie, te hebben.
| Interlands van Christoph Kramer voor Duitsland | Interlands van Christoph Kramer voor Duitsland | Interlands van Christoph Kramer voor Duitsland | Interlands van Christoph Kramer voor Duitsland | Interlands van Christoph Kramer voor Duitsland | Interlands van Christoph Kramer voor Duitsland | Interlands van Christoph Kramer voor Duitsland |
| №                                              | Datum                                          | Wedstrijd                                      | Uitslag                                        | Competitie                                     | Goals                                          |                                                |
| Als speler bij Borussia Mönchengladbach        | Als speler bij Borussia Mönchengladbach        | Als speler bij Borussia Mönchengladbach        | Als speler bij Borussia Mönchengladbach        | Als speler bij Borussia Mönchengladbach        | Als speler bij Borussia Mönchengladbach        | Als speler bij Borussia Mönchengladbach        |
| ---------------------------------------------- | ---------------------------------------------- | ---------------------------------------------- | ---------------------------------------------- | ---------------------------------------------- | ---------------------------------------------- | ---------------------------------------------- |
| 1                                              | 13 mei 2014                                    | Duitsland – Polen                              | 0 – 0                                          | Vriendschappelijk                              | 0                                              |                                                |
| 2                                              | 1 juni 2014                                    | Duitsland – Kameroen                           | 2 – 2                                          | Vriendschappelijk                              | 0                                              |                                                |
| 3                                              | 30 juni 2014                                   | Algerije – Duitsland                           | 1 – 2                                          | WK-eindronde                                   | 0                                              |                                                |
| 4                                              | 4 juli 2014                                    | Frankrijk – Duitsland                          | 0 – 1                                          | WK-eindronde                                   | 0                                              |                                                |
| 5                                              | 13 juli 2014                                   | Duitsland – Argentinië                         | 1 – 0                                          | WK-eindronde                                   | 0                                              |                                                |
| 6                                              | 3 september 2014                               | Duitsland – Argentinië                         | 2 – 4                                          | Vriendschappelijk                              | 0                                              |                                                |
| 7                                              | 7 september 2014                               | Duitsland – Schotland                          | 2 – 1                                          | EK-kwalificatie                                | 0                                              |                                                |
| 8                                              | 11 oktober 2014                                | Polen – Duitsland                              | 2 – 0                                          | EK-kwalificatie                                | 0                                              |                                                |
| 9                                              | 25 maart 2015                                  | Duitsland – Australië                          | 2 – 2                                          | Vriendschappelijk                              | 0                                              |                                                |
| 10                                             | 10 juni 2015                                   | Duitsland – Verenigde Staten                   | 1 – 2                                          | Vriendschappelijk                              | 0                                              |                                                |
| Als speler bij Bayer 04 Leverkusen             |                                                |                                                |                                                |                                                |                                                |                                                |
| 11                                             | 7 september 2015                               | Schotland – Duitsland                          | 2 – 3                                          | EK-kwalificatie                                | 0                                              |                                                |
| 12                                             | 29 maart 2016                                  | Duitsland – Italië                             | 4 – 1                                          | Vriendschappelijk                              | 0                                              |                                                |

Bijgewerkt op 19 april 2016.

## Erelijst
| FIFA WK | 1x | 2014 |